# 保罗·麦克莱恩
保罗·麦克莱恩（英語：Paul MacLean，1958年3月9日—），加拿大男子冰球运动员，场上位置是前锋。他曾代表加拿大国家队参加1980年冬季奥林匹克运动会冰球比赛，获得第6名。